# 大罗镇 (庆安县)
大罗镇，是中华人民共和国黑龙江省绥化市庆安县下辖的一个乡镇级行政单位。

## 行政区划
大罗镇下辖以下地区：
东阳村、东明村、东平村、东旺村、东风村和东山村。